# John G. Hemry
Pour les articles homonymes, voir Jack Campbell et Campbell.
John G. Hemry, né le 14 avril 1956, est un auteur américain de science-fiction militaire et de fantasy, ancien officier de marine de l'United States Navy. Il a publié sous son nom et sous le pseudonyme Jack Campbell.

## Œuvres
Il a publié deux séries sous le nom John G. Hemry, Stark's War et Paul Sinclair.

### SérieStark's War
1. (en) Stark's War, 2000
2. (en) Stark's Command, 2001
3. (en) Stark's Crusade, 2002

### SériePaul Sinclair
L'éditeur américain présente cette série comme JAG se déroulant dans l'espace. 
1. (en) A Just Determination, 2003
2. (en) Burden of Proof, 2004
3. (en) Rule of Evidence, 2005
4. (en) Against All Enemies, 2006

### UniversLa Flotte perdue
L'auteur a utilisé le pseudonyme Jack Campbell pour la publication des ouvrages situés dans cet univers.

#### SérieLa Flotte perdue
1. Indomptable, L'Atalante, coll. « La Dentelle du cygne », 2008 ((en) Dauntless, 2006)  (ISBN 978-2841724062)
2. Téméraire, L'Atalante, coll. « La Dentelle du cygne », 2008 ((en) Fearless, 2007)  (ISBN 978-2841724444)
3. Courageux, L'Atalante, coll. « La Dentelle du cygne », 2009 ((en) Courageous, 2007)  (ISBN 978-2841724659)
4. Vaillant, L'Atalante, coll. « La Dentelle du cygne », 2009 ((en) Valiant, 2008)  (ISBN 978-2841724789)
5. Acharné, L'Atalante, coll. « La Dentelle du cygne », 2010 ((en) Relentless, 2009)  (ISBN 978-2841724901)
6. Victorieux, L'Atalante, coll. « La Dentelle du cygne », 2010 ((en) Victorious, 2010)  (ISBN 978-2841725106)

#### SériePar-delà la frontière
1. Intrépide, L'Atalante, coll. « La Dentelle du cygne », 2012 ((en) Dreadnaught, 2011)  (ISBN 978-2841725830)
2. Invulnérable, L'Atalante, coll. « La Dentelle du cygne », 2012 ((en) Invincible, 2012)  (ISBN 978-2841726172)
3. Gardien, L'Atalante, coll. « La Dentelle du cygne », 2014 ((en) Guardian, 2013)  (ISBN 978-2841726660)
4. Inébranlable, L'Atalante, coll. « La Dentelle du cygne », 2014 ((en) Steadfast, 2014)  (ISBN 978-2841726868)
5. Léviathan, L'Atalante, coll. « La Dentelle du cygne », 2016 ((en) Leviathan, 2015)  (ISBN 978-2841727452)

#### SérieÉtoiles perdues
1. L'Honneur terni, L'Atalante, coll. « La Dentelle du cygne », 2013 ((en) Tarnished Knight, 2012)  (ISBN 978-2841726325)
2. Bouclier périlleux, L'Atalante, coll. « La Dentelle du cygne », 2014 ((en) Perilous Shield, 2013)  (ISBN 978-2841726790)
3. Glaive imparfait, L'Atalante, coll. « La Dentelle du cygne », 2015 ((en) Imperfect Sword, 2014)  (ISBN 978-2841727179)
4. Lance brisée, L'Atalante, coll. « La Dentelle du cygne », 2017 ((en) Shattered Spear, 2016)  (ISBN 978-2841727940)

#### SérieLa Genèse de la flotte
1. Avant-garde, L'Atalante, coll. « La Dentelle du cygne », 2018 ((en) Vanguard, 2017)  (ISBN 978-2-84172-858-9)
2. Ascendant, L'Atalante, coll. « La Dentelle du cygne », 2018 ((en) Ascendant, 2018)  (ISBN 978-2-84172-881-7)
3. Triomphant, L'Atalante, coll. « La Dentelle du cygne », 2021 ((en) Triumphant, 2019)  (ISBN 979-10-360-0094-2)

#### SérieOutlands
1. (en) Boundless, 2021
2. (en) Resolute, 2022
3. (en) Implacable, 2023

### UniversLes Piliers de la réalité

#### SérieLes Piliers de la réalité
1. Les Dragons de Dorcastel, L'Atalante, coll. « La Dentelle du cygne », 2016 ((en) The Dragons of Dorcastle, 2015)  (ISBN 978-2-84172-775-9)
2. (en) The Hidden Masters of Marandur, 2015
3. (en) The Assassins of Altis, 2015
4. (en) The Pirates of Pacta Servanda, 2016
5. (en) The Servants of the Storm, 2016
6. (en) The Wrath of the Great Guilds, 2016

#### SérieThe Legacy of Dragons
1. (en) Daughter of Dragons, 2017
2. (en) Blood of Dragons, 2017
3. (en) Destiny of Dragons, 2018

### SérieEmpress of the Endless Sea
1. (en) Pirate of the Prophecy, 2020
2. (en) Explorer of the Endless Sea, 2020
3. (en) Fate of the Free Lands, 2020

### SérieThe Doomed Earth
1. (en) In Our Stars, 2024

### Romans indépendants
- Le Suprême Sacrifice, L'Atalante, coll. « La Dentelle du cygne », 2022 ((en) The Last Full Measure, 2013)  (ISBN 979-10-360-0110-9)
- (en) The Sister Paradox, 2017